# Trương Văn Phước
Trương Văn Phước (sinh ngày 17 tháng 2 năm 1959) là tiến sĩ kinh tế, công chức nhà nước và doanh nhân người Việt Nam. Ông hiện là một trong 16 thành viên trong Tổ Tư vấn Kinh tế của Thủ tướng Chính phủ Việt Nam Nguyễn Xuân Phúc nhiệm kì 2016-2021. Ông nguyên là Quyền Chủ tịch Ủy ban Giám sát Tài chính Quốc gia Việt Nam, Tổng Giám đốc Ngân hàng thương mại cổ phần Xuất Nhập khẩu Việt Nam (Eximbank).

## Xuất thân và giáo dục
Trương Văn Phước sinh ngày 17 tháng 2 năm 1959, nguyên quán ở tỉnh Quảng Trị.
Năm 1982, ông tốt nghiệp Cử nhân Điều khiển học kinh tế - Đại học Tổng hợp Huế.
Năm 1997, ông tốt nghiệp Cử nhân Anh văn - Đại học Khoa học Xã hội và Nhân văn Thành phố Hồ Chí Minh.
Năm 2000, ông có bằng Cử nhân Chính trị học - Học viện Chính trị Quốc gia Hồ Chí Minh TPHCM.
Năm 2000, ông có bằng Cử nhân Luật học - Đại học Luật Thành phố Hồ Chí Minh.
Năm 2000, ông có bằng Thạc sỹ Quản trị kinh doanh cao cấp - Đại học Quốc gia Hà Nội.
Năm 2001, ông có bằng Thạc sỹ Tài chính tiền tệ - Đại học Kinh tế Thành phố Hồ Chí Minh.
Năm 2007, ông có bằng Tiến sỹ Kinh tế học - Đại học Kinh tế Thành phố Hồ Chí Minh.

## Sự nghiệp
Từ năm 1983 đến năm 1986, ông là Cán bộ Phòng Kinh tế Kế hoạch, Ngân hàng Nhà nước Tỉnh Long An.
Từ năm 1986 đến năm 1988, ông thi hành nghĩa vụ quân sự tại tỉnh Long An.
Từ năm 1988 đến năm 1989, ông là Phó Phòng kế hoạch, Ngân hàng Nông nghiệp Tỉnh Long An.
Từ năm 1989 đến năm 1990, ông là Quyền Trưởng phòng Ngoại hối, Ngân hàng Nhà nước tỉnh Long An.
Từ năm 1990 đến năm 1991, ông là Cán bộ Phòng Kinh tế kế hoạch, NH Ngoại thương TP. Hồ Chí Minh.
Từ năm 1991 đến năm 1993, ông là Phó Phòng Kinh doanh ngoaị tệ, NH Ngoại thương TP. Hồ Chí Minh.
Từ năm 1993 đến năm 1995, ông là Trưởng phòng Kinh doanh Ngoại tệ, NH Ngoại thương TP. Hồ Chí Minh.
Từ năm 1995 đến năm 2000, ông là Phó Giám đốc Ngân hàng Ngoại thương TP. Hồ Chí Minh.
Từ tháng 10/2000 đến tháng 10/2003, ông là Tổng Giám đốc Ngân hàng thương mại cổ phần Xuất nhập khẩu Việt Nam.
Từ tháng 10/2003 đến tháng 02/2007, ông là Vụ trưởng Vụ Quản lý ngoại hối, Ngân hàng Nhà nước Việt Nam.
Từ tháng 03/2007 đến tháng 04/2008, ông là Giám đốc Sở giao dịch, Ngân hàng Nhà nước Việt Nam.
Từ tháng 04/2008 đến 8/2013, ông là Tổng Giám đốc Ngân hàng thương mại cổ phần Xuất Nhập khẩu Việt Nam.
Từ tháng 9/2013 đến 7/2017, ông là Phó Chủ tịch Ủy ban Giám sát tài chính Quốc gia.
Ngày 28 tháng 7 năm 2017, ông được Thủ tướng Chính phủ Việt Nam Nguyễn Xuân Phúc bổ nhiệm làm Quyền Chủ tịch Ủy ban Giám sát Tài chính Quốc gia Việt Nam theo Quyết định số 1122/QĐ-TTg.
Cũng trong ngày 28 tháng 7 năm 2017, Tổ Tư vấn kinh tế của Thủ tướng Chính phủ Việt Nam Nguyễn Xuân Phúc được thành lập theo Quyết định số 1120/QĐ-TTg và ông Trương Văn Phước là một trong số 14 thành viên.
Tháng 3 năm 2019, Trương Văn Phước được Thủ tướng Nguyễn Xuân Phúc phê duyệt nghỉ hưu.  Thay ông phụ trách Ủy ban Giám sát Tài chính Quốc gia Việt Nam là ông Vũ Nhữ Thăng, Vụ trưởng Vụ Hợp tác quốc tế, Bộ Tài chính từ tháng 8 năm 2019.
Từ ngày 1 tháng 3 năm 2019, ông chính thức nghỉ hưu.

## Sau khi nghỉ hưu
Sau khi nghỉ hưu, Trương Văn Phước vẫn là thành viên Tổ tư vấn kinh tế Thủ tướng Nguyễn Xuân Phúc.
Từ ngày 8 tháng 4 năm 2019, Trương Văn Phước làm cố vấn cho Ngân hàng TMCP Việt Nam Thương Tín (Vietbank).